# Cimitero militare austro-ungarico di Merano
Il cimitero austro-ungarico di Merano (in tedesco Österreichisch-Ungarischer Soldatenfriedhof Meran) è un cimitero di guerra che si trova a Merano, adiacente al cimitero comunale, tra il cimitero militare italiano e il cimitero militare tedesco.
Questo cimitero ospita le salme di 1528 caduti austro-ungarici della guerra 1914–1918, raccolte in quattro aiuole; sulle croci di porfido sono scolpiti i nomi dei caduti.
Al centro del cimitero, su un alto basamento di blocchi di porfido, si trova un braciere.